# The Union (filme)
The Union (bra: A Liga) é um filme norte-americano de espionagem, comédia e suspense, dirigido por Julian Farino e com roteiro de Joe Barton e David Guggenheim. O filme é estrelado por Mark Wahlberg, Halle Berry, Mike Colter, Adewale Akinnuoye-Agbaje, Alice Lee, Jackie Earle Haley e JK Simmons.

## Sinopse
Um trabalhador da construção civil, Mike, é levado ao mundo da espionagem por sua ex-namorada do ensino médio, Roxanne. O objetivo deles é recuperar uma lista de espiões que foi roubada.

## Elenco
- Mark Wahlberg como Mike
- Halle Berry como Roxanne
- Mike Colter como Nick Faraday
- JK Simmons
- Jackie EarleHaley
- Adewale Akinnuoye-Agbaje
- Alice Lee como Athena Kim
- Jéssica De Gouw
- James McMenamin como Johnny Healy
- Lorraine Bracco como Lorraine McKenna

## Produção
Em maio de 2020 foi anunciado que a Netflix estava trabalhando no filme Our Man from Jersey (mais tarde intitulado The Union, A Liga no Brasil), sendo estrelado por Mark Wahlberg. O roteiro foi escrito por Joe Barton e David Guggenheim, baseado em uma história de Stephen Levinson. Em março de 2021, Halle Berry também foi convidada a estrelar o filme. Em maio de 2022, JK Simmons, Jackie Earle Haley, Adewale Akinnuoye-Agbaje, Jessica De Gouw e Alice Lee também foram adicionados ao elenco.
As filmagens começaram em março de 2022 em Londres, Nova Jersey, e Piran, na Eslovênia. Em maio de 2022 chegou a causar polêmica devido à poluição sonora e atmosférica proveniente das filmagens em Fitzrovia. Em setembro de 2022, as filmagens ocorreram em Ponterosso Trieste, na Itália.

## Lançamento
A Liga foi lançado pela Netflix no dia 16 de agosto de 2024.